# Germán Alcántara
Germán Alcántara (Guatemala, 30 de octubre de 1863; Guatemala, 26 de marzo de 1910) fue un compositor y director de banda y orquesta guatemalteco. Exalumno y Exdirector de la Escuela de Sustitutos, ahora Escuela Militar de Música "Maestro Rafael Álvarez Ovalle" ubicada en la 23 avenida final, 32-36 zona 5, Guatemala.  En 1892 fue nombrado como director de la Banda Marcial de Guatemala y en 1906 del Conservatorio Nacional de Música de ese país centroamericano, el cual fue bautizado con su nombre posteriormente.  Su efigie aparece en los billetes de doscientos quetzales. Es considerado uno de los compositores más grandes en la historia de Guatemala. 

## Reseña biográfica
Alcántara se formó en la Ciudad de Guatemala bajo la tutela de los maestros Vicente Andrino, Emilio Dressner y Lorenzo Morales. Se destacó como notable intérprete del cornetín, siendo por muchos años integrante de la Banda Marcial de Guatemala. Fue tal su maestría en ese instrumento, que el maestro Dressner compuso para él la polka de concierto Los amores del corneta.  La Banda Marcial, fundada por Pedro Visoni y llevada a su primer apogeo por el director alemán Emilio Dressner, se desarrolló muy bien bajo la batuta de Alcántara tras su nombramiento como director de la misma en 1892. Sirvió en esa misma capacidad al frente de la Banda de Antigua Guatemala, y se desempeñó también como director del Conservatorio Nacional de Música desde 1906 hasta su muerte en 1910.
Como director, Alcántara era dueño de una autoridad nata y una recia personalidad, y como compositor, cultivó las instrumentaciones para banda y las piezas pertenecientes a la música de salón, las cuales se caracterizan por su encanto melódico de gran romanticismo. Varias de sus composiciones forman parte del patrimonio musical popular guatemalteco, formando parte del repertorio de las más destacadas marimbas y orquestas de Guatemala durante el siglo xx.

## Reconocimientos
- El Conservatorio Nacional de Música de Guatemala lleva su nombre.[4]

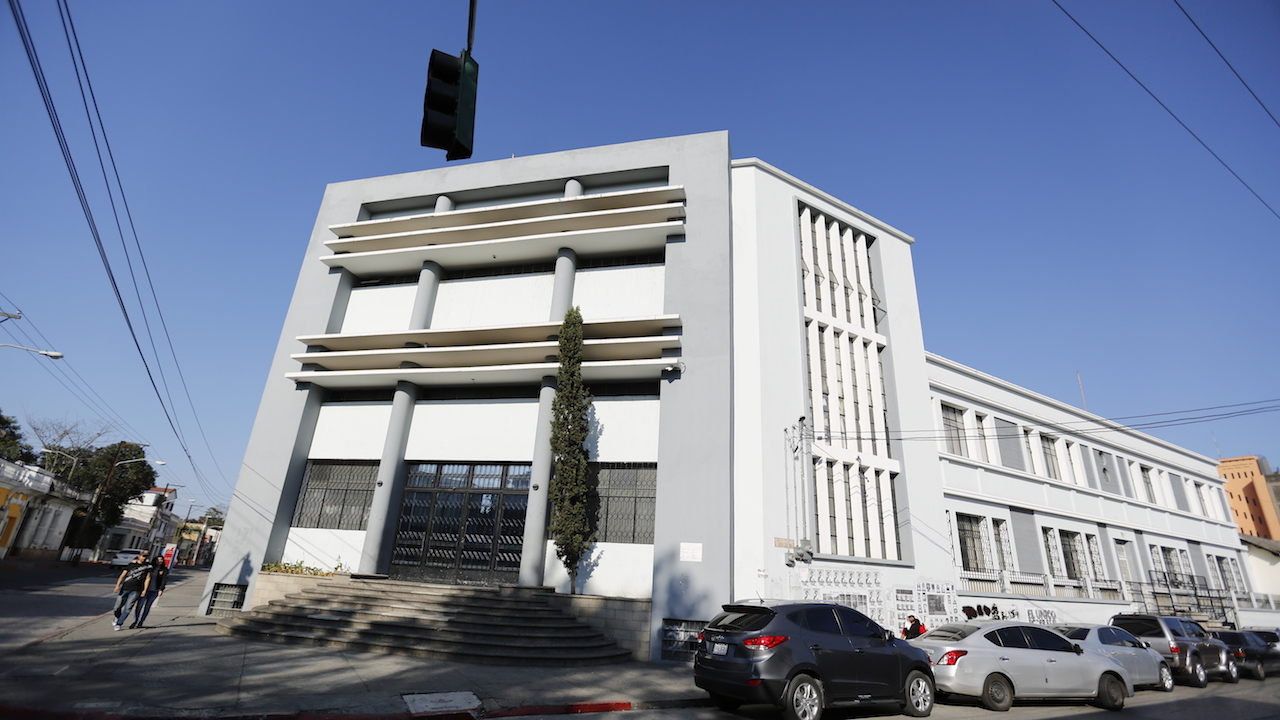
El Conservatorio Nacional de Música “Germán Alcántara”.

- El Conservatorio Nacional de Música “Germán Alcántara”.Su efigie aparece en el billete de doscientos quetzales, que es la denominación más alta de la moneda guatemalteca.

## Obras seleccionadas
- La flor del café, vals de cuatro números.
- Bella Guatemala, mazurka.
- Libre pensamiento, marcha.
- Dime que me amas, vals de serenata.